# Lijst van burgemeesters van Siddeburen
Dit is een lijst van burgemeesters van de voormalige Nederlandse gemeente Siddeburen in de provincie Groningen.
In 1825 weigerde de nieuw benoemde burgemeester van Siddeburen zijn ambt te aanvaarden en ging Siddeburen met ingang van 1 januari 1826 op in de gemeente Slochteren.
| Ambtsperiode | Naam burgemeester           | Partij of stroming | Bijzonderheden                    |
| ------------ | --------------------------- | ------------------ | --------------------------------- |
| 1811 - 1825  | Eppo Martens Remkes Huisman |                    | aanvankelijk Eppo Martens Remkes  |
| 1825         | Klaas Jacobs Boerema        |                    | assessor, waarnemend burgemeester |